# Locució
Les locucions són combinacions fixes de paraules que actuen com un sol mot a tots els nivells d'anàlisi. Fonèticament formen un grup accentual, tenen una única funció sintàctica i el seu significat no és la suma dels elements isolats que la formen sinó un nou concepte. Per exemple "ull de bou" és una etiqueta lèxica única, que designa un concepte particular que no es pot deduir d'analitzar "ull" i "bou" separadament. En algunes gramàtiques s'anomenen col·locacions. Quan es tracta de verbs, se solen anomenar perífrasis verbals.
Una locució és un grup de dues o més paraules que formen una unitat lèxica, amb significat propi. N'hi ha diferents tipus depenent de la seva funció gramatical:
- Locució adjectiva: funciona com un adjectiu (una veritat com un temple).
- Locució adverbial: funciona com un adverbi (va passar de cop i volta).
- Locució conjuntiva: funciona com una conjunció (així que, a més a més, encara que).
- Locució interjectiva: funciona com una interjecció (Déu n'hi do!, mare meva!).
- Locució nominal: funciona com un substantiu (ull de bou).
- Locució preposicional: funciona com una preposició (per tal que).
- Locució verbal: funciona com un verb (fer cas, trobar a faltar).